# دانييل والاس
دانييل والاس (بالإنجليزية: Daniel Wallace)  (و. 1959  م) هو كاتب، وروائي، وكاتب سيناريو أمريكي، ولد في برمنغهام، ألاباما.

## التعليم
تعلم في جامعة ولاية كارولينا الشمالية في تشابل هيل، وجامعة إيموري.

## وصلات خارجية
- دانييل والاس على موقع IMDb (الإنجليزية)
- دانييل والاس على موقع ألو سيني (الفرنسية)
- دانييل والاس على موقع أول موفي (الإنجليزية)
- دانييل والاس على موقع قاعدة بيانات برودواي على الإنترنت (الإنجليزية)
- دانييل والاس على موقع قاعدة بيانات الفيلم (الإنجليزية)
- دانييل والاس على موقع كينوبويسك (الروسية)